# Zbigniew Napierała
Zbigniew Napierała (ur. 12 lipca 1945 we Wronkach) – polski animator kultury, producent, menedżer, dziennikarz telewizyjny i radiowy, dyrektor programowy TVP2, współtwórca Edipresse Polska, przewodniczący Rady Orfeo Fundacji im. Bogusława Kaczyńskiego.

## Wykształcenie i działalność kulturalna podczas studiów
Absolwent prawa międzynarodowego na Uniwersytecie im. Adama Mickiewicza w Poznaniu (dyplom w 1968 roku).
W czasie studiów założył Chór Akademicki UAM pod dyrekcją prof. Stanisława Kulczyńskiego. Był dyrektorem klubów studenckich, organizatorem Juvenaliów, animatorem kultury studenckiej, w tym Teatru Ósmego Dnia i koncertów jazzowych. Był też Przewodniczącym Komisji Kultury na UAM.

## Kariera zawodowa
W 1969 roku, w wieku 24 lat został powołany na stanowisko Dyrektora Państwowego Przedsiębiorstwa Imprez Estradowych w Poznaniu (Estrada Poznańska). Instytucja kreowała kariery m.in.: Urszuli Sipińskiej, Krystyny Prońko, Grażyny Łobaszewskiej i Hanny Banaszak, a także Cygańskiego Zespołu Pieśni i Tańca „Roma” oraz Zespołu Zbigniewa Górnego. Pomógł Conradowi Drzewieckiemu w założeniu Polskiego Teatru Tańca.
Za jego czasów Estrada Poznańska zyskała miano najlepszej w kraju. Z Estradą współpracowali także Violetta Villas, Mieczysław Fogg, Trubadurzy, Alibabki, Tadeusz Woźniak, Zdzisława Sośnicka i Beata Kozidrak. Z inicjatywy Napierały powstał też niezwykle popularny Kabaret Tey, w skład którego wchodzili m.in.: Zenon Laskowik, Krzysztof Jaślar, Aleksander Gołębiowski, Bohdan Smoleń i Rudi Schuberth.
W roku 1972 pełnił także funkcję sekretarza Wielkopolskiego Towarzystwa Kulturalnego. W 1974 roku otrzymał Medal Młodej Sztuki w kategorii animator kultury.
W 1974 roku został dyrektorem generalnym i redaktorem naczelnym regionalnego ośrodka TVP w Poznaniu i rozpoczął karierę w branży mediowej. Napierała zatrudnił w poznańskiej telewizji Bogusława Kaczyńskiego i rozwinął jego karierę wspaniałego popularyzatora opery w programach „Operowe qui pro quo” i „Przeboje Bogusława Kaczyńskiego”, festiwalach w Krynicy i Łańcucie. Współpracował z twórcami Kabaretu Tey, tworząc niezwykle popularne programy telewizyjne. Widowiska teatralne tworzyli m.in.: Izabela Cywińska, Maciej Wojtyszko czy Ryszard Bugajski. Z Ośrodkiem współpracował Conrad Drzewiecki.
Powołał Orkiestrę Kameralną Polskiego Radia i TV, którą stworzyła Agnieszka Duczmal oraz Poznańską Orkiestrę Rozrywkową Polskiego Radia I Telewizji (Big band) Zbigniewa Górnego. Stworzył w Sopocie popularny Festiwal Interwizji,zapraszając gwiazdy światowej estrady m.in.: Demisa Russosa, Boney M, czy Procol Harum.
W 1975 roku został laureatem nagrody Miasta Poznania w dziedzinie upowszechniania kultury.
W stanie wojennym odmówił weryfikacji dziennikarzy i żaden dziennikarz nie został zwolniony.
W roku 1986 przeprowadził się do Warszawy, gdzie został dyrektorem generalnym i redaktorem naczelnym ogólnopolskiego kanału TVP2. Kanał specjalizował w dużej mierze w popularyzacji kultury. Zatrudnił m.in.: Grażynę Torbicką i Tomasza Raczka, dalej blisko współpracował z Bogusławem Kaczyńskim.
W latach 1988–1991 był korespondentem TVP w Londynie. Zrealizował tam filmy dokumentalne o Edwardzie Raczyńskim, generale Klemensie Rudnickim, córkach Józefa Piłsudskiego, Jadwidze i Wandzie. Współpracował z BBC.
Po powrocie do Polski sprawował funkcję wiceprezesa ds. mediów w grupie ITI.Od 1993 roku tworzył wydawnictwo magazynów dla kobiet przekształcone w Edipresse Polska, wydające m.in.: „Przyjaciółkę”, „Panią Domu”, „Urodę”, „Party”, „Dom i Wnętrze”, „Przekrój”, „Mamo, To Ja”. Stworzył koncepcję niezwykle popularnego dwutygodnika „Viva”. Prezesem tego wydawnictwa był przez ponad 20 lat. W maju 2007 roku został mianowany na dyrektora zarządzającego szwajcarskiego koncernu mediowego Edipresse na Europę Wschodnią. Od stycznia 2016 roku był przewodniczącym rady nadzorczej spółki.
Obecnie jest przewodniczącym rady Orfeo Fundacji im. Bogusława Kaczyńskiego.